# Apogonia glabrifrons
Apogonia glabrifrons är en skalbaggsart som beskrevs av Frey 1960. Apogonia glabrifrons ingår i släktet Apogonia och familjen Melolonthidae. Inga underarter finns listade i Catalogue of Life.